# Енґельберт Пернерсторфер
Енґельберт Пернерсторфер (нім. Engelbert Pernerstorfer; нар. 27 квітня 1850, Відень — пом. 6 січня 1918, Відень) — член Рейхсрату і представник німецького націоналістичного напрямку в соціал-демократичній партії Австрії.
З 1881 року співзасновник, а з 1883 року єдиний видавець та редактор часопису «Deutsche Worte». У 1882 році він був причетний до створення німецької національної програми Linzer, політичної платформи, яка закликала до повної германізації Австрійської держави.

## Цитати
Між іншим писав таке: «Могутність Росії можна зломити, і її лице відвернути від Европи тільки тоді, коли постане українська держава...»